# 응우옌까오끼
응우옌까오끼(베트남어: Nguyễn Cao Kỳ, 1930년 9월 8일 ~ 2011년 7월 23일)는 베트남의 군인, 정치인이다. 프랑스 식민 통치 당시 프랑스 식민지 육군 사관으로 근무했고, 1954년 국토가 분단되자 남베트남 공군에 입대, 초고속 승진을 한 뒤 1963년부터 남베트남의 공력의 사령이 되었다. 1965년 6월 육군 소장 응우옌반티에우, 대장 즈엉반민 등과 함께 판 후이콰크 정부를 축출하기 위한 군사 쿠데타를 일으켜 판 후이콰크를 축출했다. 1965년부터 1967년까지 군사정권에서 남베트남의 수상으로서 나라를 이끌었다. 그리고나서 1971년 정계에서 물러날 때까지 보통의 민간 행정에서 자신의 독한 라이벌 응우옌반티에우 장군 아래에서 부총통을 지냈다.

## 어린 시절
프랑스령 인도차이나 북부 손타이(지금의 하노이)에서 태어나 프랑스 지배 아래의 베트남 국립 육군에 입대하였고, 프랑스군이 그를 조종사 훈련에 보내기 전까지 보병 사관으로 시작하였다. 프랑스 식민지군에 복무하다가 1954년 프랑스군이 물러나고 베트남이 분할되자, 까오끼는 남베트남 공력의 같은 계급으로 올라가 그 지도자가 되었다. 이런 그의 전적은 후에 남베트남 내 민중들에 의해 '민족반역자'라는 소리를 듣게 되는 주 원인이 되었다. 그는 허세를 부릴 뿐만 아니라 열렬한 반공주의자로 주목을 끌었고 미국 고문단으로부터 상당한 지지를 받았다고 한다. 한편 미국인 당국자들을 만족시켜 그는 미국의 도움을 받아 단시일 내에 1만 명의 전투요원을 양성하는데 성공한다.

## 군사 경력
1963년 11월 까오끼는 응오딘지엠 총통을 축출시키는 쿠데타에 참여하여 그를 살해하는 결과를 가져왔다. 그 공로로 공력 사령으로 임명되었다. 1964년 동안에 까오끼는 군사정권에서 두드러졌으며, 젊고 공세의 사령들 단체의 하나로서 여겨졌다. 다음 2년 동안에 성공적인 쿠데타들이 일어났으며, 까오끼는 그들을 후원하거나 물리치는 데 중심인물이었다.
1964년 9월 응우옌카인에 대항하는 럼반팟(Lâm Văn Phát), 즈엉반득(Dương Văn Đúc) 장군들의 쿠테타를 억제하는 데 도움을 주었고, 이듬해 2월에는 임문발과 팜응옥타오(Phạm Ngọc Thảo)의 쿠데타에 훼방을 놓았다. 이런 상황들에 까오끼의 호의적 전술은 전투기들을 공중에 보내어 큰 공습을 위협하고 격렬함에 자신의 평판이 주어졌다.
1965년 6월 남베트남의 육군 소장 응우옌반티에우, 대장 즈엉반민 등과 함께 쿠데타를 일으켜 판 후이콰크 정부를 타도했다.

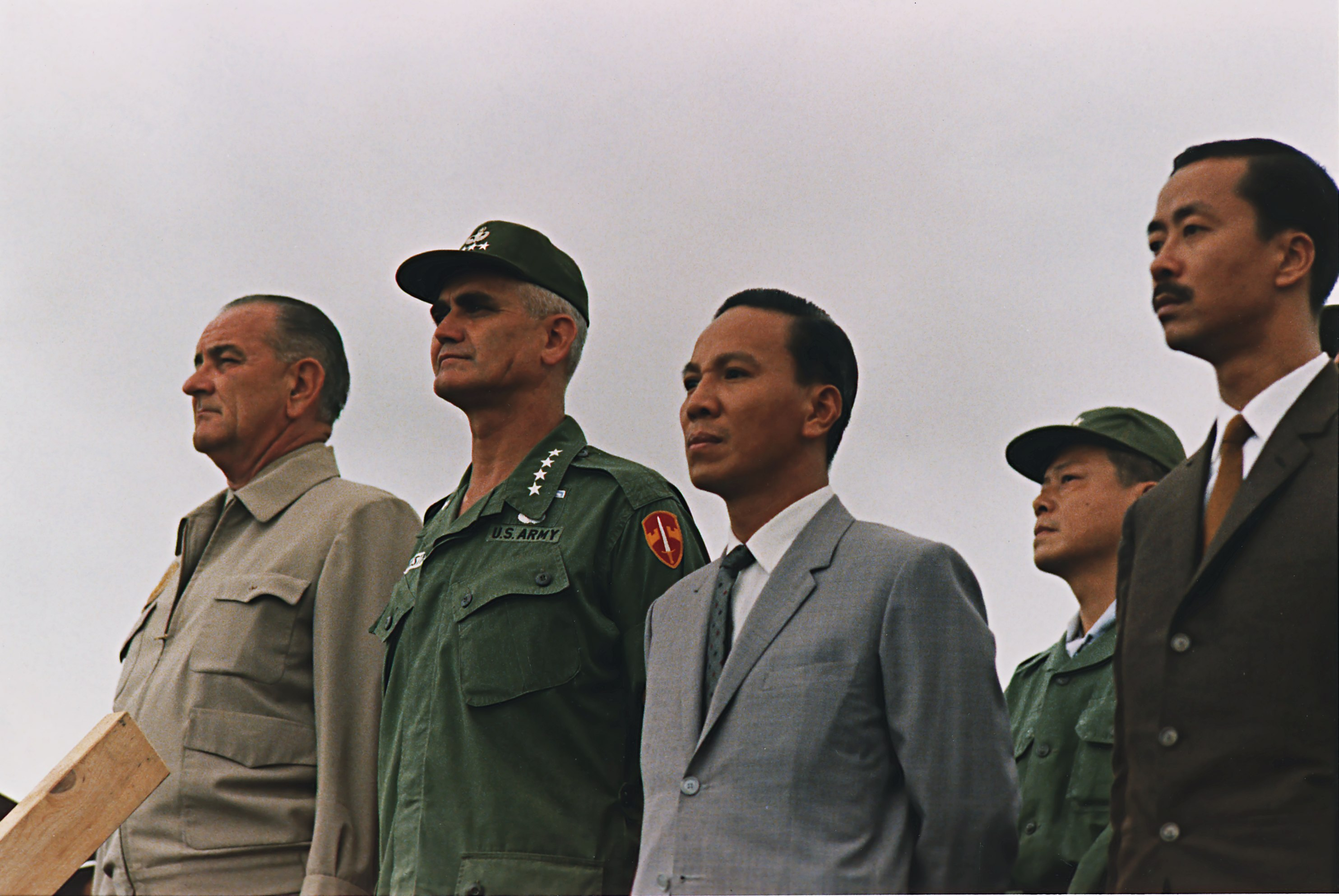
좌로부터 린든 B. 존슨 대통령, 윌리엄 웨스트모얼랜드 장군, 응우옌반티에우 중장, 응우옌까오끼 수상

## 정치 경력
또한 그는 응우옌칸을 약하게 하여 망명하도록 만들었고, 결국 1965년 중순에 응우옌반티에우 장군이 총통이 되고 자신이 수상이 되면서 군사정권의 지도력을 얻었다. 자신의 지배 기간 동안에 까오끼는 자신의 화려한 예의, 계집질, 남베트남의 미국 동맹자들을 깊게 염려하고 베트남의 민중을 화나게 한 위험하고 무모한 행동으로 평판을 얻었다. 군사 쿠데타의 성공에 크게 기여했지만 그의 권위주의 노선은 주위의 반발을 사게 되었다.
대중 관계에 약간 책임을 진 까오끼는 공동적으로 반체제자와 반대자들을 죽이는 위협을 하였다.
그럼에도 불구하고 까오끼와 티에우는 쿠데타의 순환을 끝낼 수 있었고, 미국은 그들의 정권을 후원하였다. 1966년 까오끼는 군사정권에서 다른 장교 응우옌찬티 장군을 자신의 위대한 라이벌로서 제거하기로 결정하였다. 이 사건은 특히 티 장군을 후원하고 까오끼를 적대하는 불교 운동가들이 어떤 부대들에 가입되면서 군사 통치를 무시한 남베트남에서 주요 불안을 일으켰다. 나라의 몇 군데에서 큰 데모와 폭동이 3개월 동안 일어났고, 수많은 작전과 몇몇의 군사 전투 후에 까오끼의 군사들은 결국 반란을 가라앉히고, 티 장군이 망명하면서 권력에 전임자의 지배력을 지켰다. 1967년 군 최고지휘관들은 민정이양(民政移讓) 총선에 대비하여 총통 후보에 티우, 부총통에 키를 지명했다. 이에 불만을 품은 키는 티우 정부를 노골적으로 비판하게 되었다.

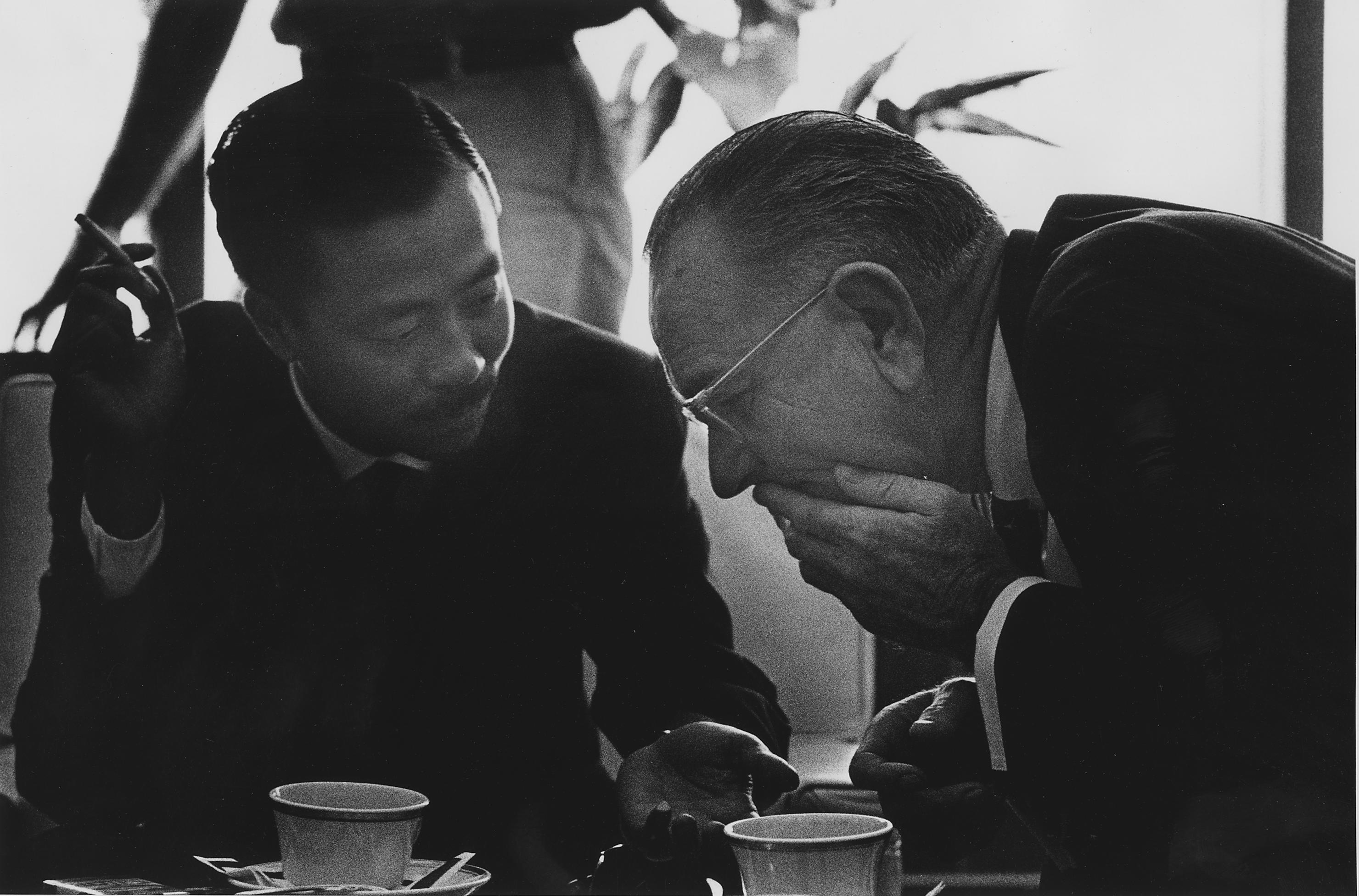
호놀룰루에서 존슨 대통령과 회담하는 까오끼 부총통

1967년 선출된 정부로 변천은 군사 제도 안에서 권력 투쟁 후에 예정되었다. 티에우는 까오끼가 자신의 러닝메이트로서 총통 선거에 나갔다. 둘이서 함께 일하도록 허락되기 위하여 그들의 동료 장교들은 까오끼에 의한 군사력을 가지는 데 동의하였다. 선거는 티에우와 까오끼의 군사 티켓이 이기는 데 보증하는 데 부정 행위가 벌여졌고, 군사정권을 의미한 강한 행정적 권력이 아직도 통치되었다. 지도자력 긴장들이 지속되었고, 주요 군사와 내각 지위들로부터 까오끼 후원자들이 기울어지면서 티에우는 우세하였다.
그러고나서 티에우는 1971년 선거를 위한 후보 적격을 제한하는 법률을 통과하여 까오끼와 나머지 기권자들을 투표가 속임수라고 생각하는 반대자들을 모두 파문하였다. 그러나 군부는 그에게 물러나라 압력을 행사했고, 1971년 선거에서 티우를 제치고 대통령에 입후보하려 했지만 후보사퇴 압력을 받고 물러난다. 까오끼가 물러나면서 티에우는 90%의 지지를 얻어 재선되었다.

## 망명과 귀국
1975년 4월 베트남 사이공이 함락되면서 까오끼는 미국으로 망명하였다. 미국에서는 몇몇 대학을 돌며 강의도 하고 캘리포니아주 웨스트민스터에 정착하여 주류 상점을 열어 28년동안 경영하였다. 1976년에는 출판된 자신의 자서전 〈스무 해, 스무 날 Twenty Years and Twenty Days〉의 판촉활동을 벌이며 미국 각지를 순회하기도 하였다.
2004년 베트남에 돌아온 까오끼는 처음으로 귀국한 전 남베트남 지도자였고, 해외 투자를 위한 캠페인을 벌였다.

## 사망
2011년 7월 23일 말레이시아 쿠알라룸푸르의 병원에서 호흡 여병을 위한 진단을 받으면서 사망하였다. 그의 유해는 캘리포니아주 휘티어에 있는 로즈힐스 불교 묘지에 안치되었다. 향년 81세.

## 저서
- 《스무 해, 스무 날 Twenty Years and Twenty Days》
- 《우리가 어떻게 베트남 전쟁을 패하였나?》
- 《부처님의 자식:베트남을 구하기 위한 나의 싸움》

## 같이 보기
- 응오딘지엠
- 응우옌반티에우